# Тушёное мясо

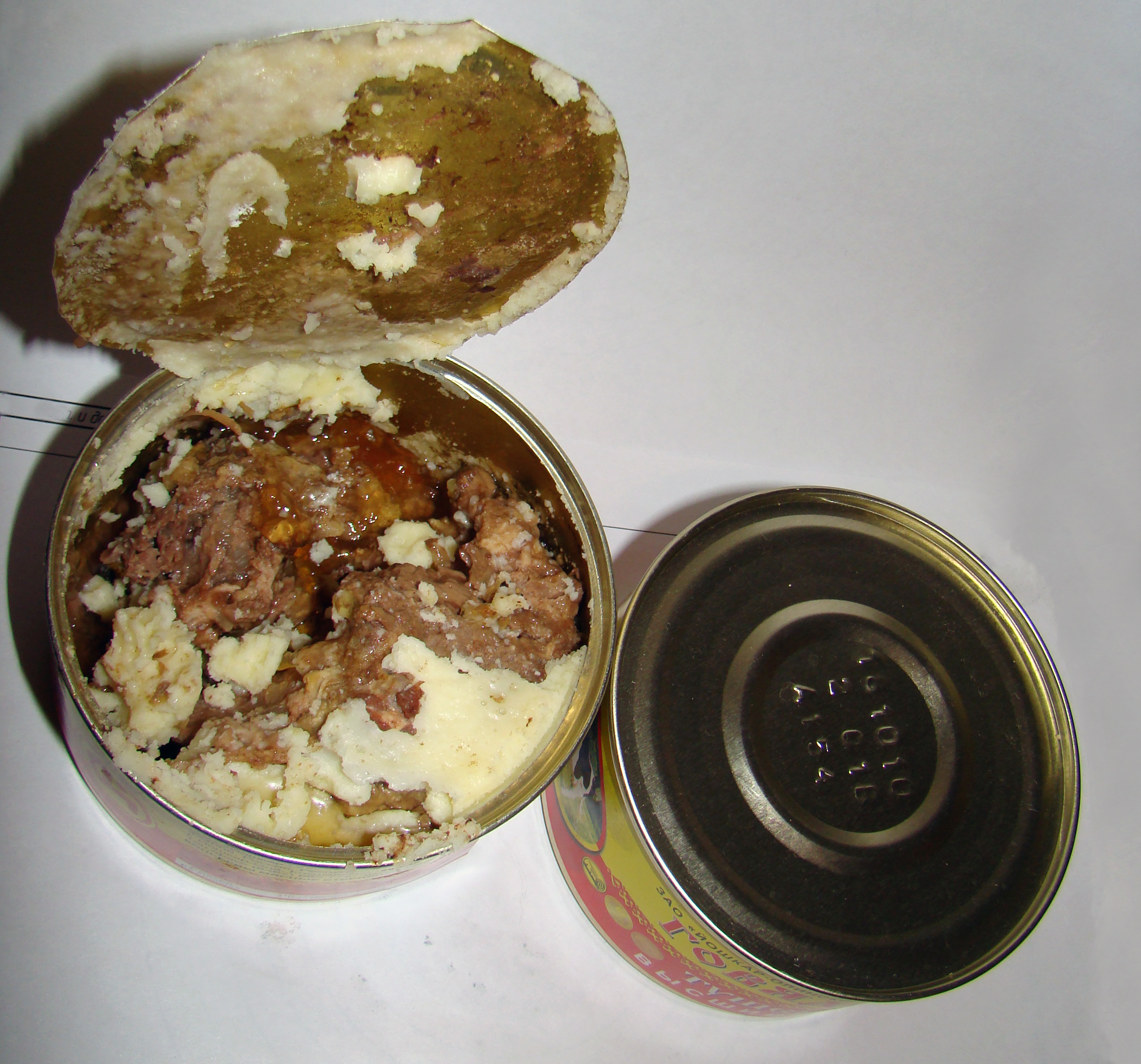
Вскрытая банка с тушёной говядиной

Тушёное мясо (разг. тушёнка) — консервированный мясной продукт, получаемый из стерилизованного мяса, приготовленного в собственном соку. Тушёнка как продукт полностью готова к самостоятельному употреблению, может входить в состав других блюд. В СССР и современной РФ к тушёнке обычно относили любое мясо в консервных банках, вне зависимости от рецептуры и способа приготовления.
В качестве готового продукта «тушёнка» входит в индивидуальные рационы питания российской армии.

## История

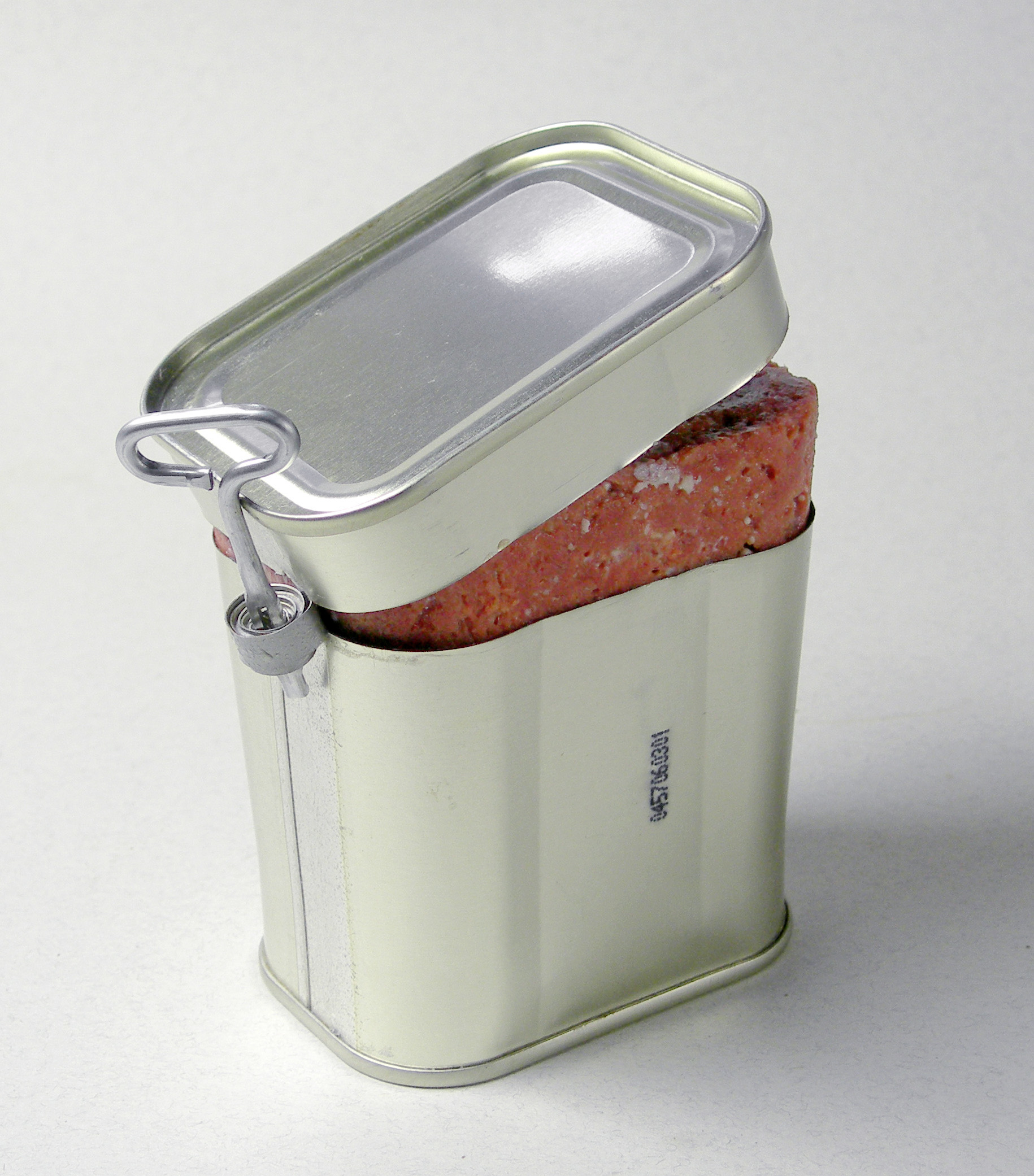
Bully beef (консервированная измельчённая говядина) в жестяной банке

С развитием индустриализации и ростом городов в XIX веке возникла необходимость в эффективном производстве и долговременном хранении пищевых продуктов. Одним из таких решений был способ, предложенный в 1809 году французским кондитером Николя Франсуа Аппером и заключавшийся в долговременной варке мяса или овощей (порядка 1—2 часов) и пастеризации готового продукта в соляном растворе. За это изобретение Аппер получил награду лично из рук Наполеона I.
В течение XIX века технология консервации совершенствовалась, приготовленное по способу Аппера мясо помещалось в герметичные жестяные банки и могло храниться непрерывно несколько лет. Одним из основных потребителей мясных консервов были армии мировых держав. Так, разновидность консервированного мяса bully beef (солонина с добавлением желатина), распространённая в Великобритании и странах Содружества, использовалась в армии в качестве мясного рациона солдат во всех войнах XIX—XX веков с участием Англии, начиная со Второй англо-бурской войны по Вторую мировую войну.
Взрывной спрос на консервированное мясо пришёлся на Первую мировую войну, когда требовалось снабжать армии качественным и не портящимся продолжительное время рационом. В Российской империи поставками консервов в армию руководила компания французского предпринимателя Абизера, после окончания Первой мировой войны и установления Советской власти производство возобновилось по старой рецептуре, большая часть продукции уходила на формирование продовольственных запасов РККА.
С началом Великой Отечественной войны и быстрым продвижением немецких войск на восток в 1941—1942 годах запасы продовольствия, включавшие «тушёнку», были потеряны. Критическое положение, связанное со снабжением войск продовольствием, отчасти решалось поставками из США по ленд-лизу, куда входили также поставки консервированного тушёного мяса по советской рецептуре. После войны советская промышленность вернулась к довоенной рецептуре.

## Приготовление
Согласно ГОСТ 32125-2013 тушёное мясо для консервации изготовляется из говядины, свинины, баранины, конины или оленины, с добавлением животного жира, лука, соли и специй. Домашняя рецептура позволяет, однако, использовать любое мясо, например, курятину или дичь. После закладки компонентов в тару и герметичной укупорки закупоренные банки подвергаются термической обработке в автоклаве в течение 1—2 часов. После охлаждения консервы готовы к упаковке, хранению и употреблению.